# La noche del martes
La noche del martes è un film del 1944 diretto da Antonio Santillán.

## Trama
Alberto, indaga sulla misteriosa morte di suo padre.